# 普拉姆河畔陶夫基兴
普拉姆河畔陶夫基兴是奥地利上奥地利州谢尔丁县的一个市镇。总面积29平方公里，总人口2890人，人口密度99.7人/平方公里（2005年）。